# Sokolnik (województwo mazowieckie)
Sokolnik – wieś sołecka w Polsce położona w województwie mazowieckim, w powiecie mińskim, w gminie Mrozy. 
| SIMC    | Nazwa  | Rodzaj     |
| ------- | ------ | ---------- |
| 0683045 | Liwiec | przysiółek |

Wieś szlachecka  położona była w drugiej połowie XVI wieku w powiecie garwolińskim  ziemi czerskiej województwa mazowieckiego. W latach 1975–1998 miejscowość położona była w województwie siedleckim.
Wierni Kościoła rzymskokatolickiego należą do parafii Świętych Marcina i Mikołaja w Kuflewie.